# Louise Michel

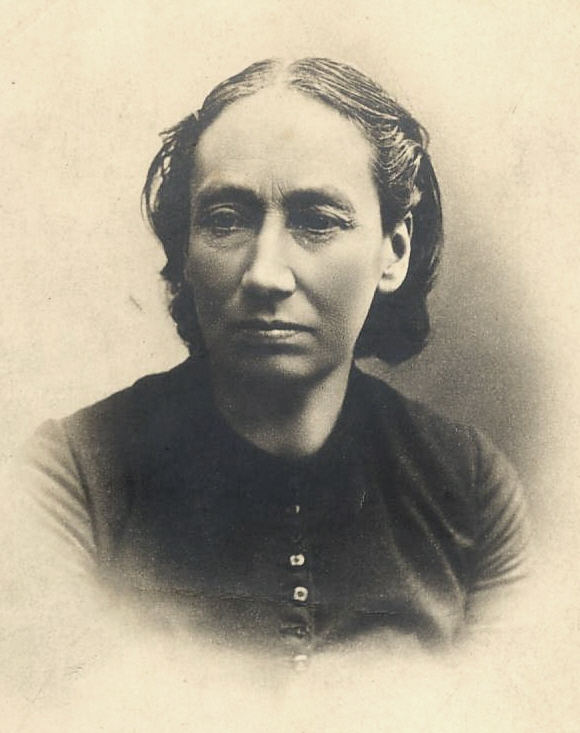
Louise Michel rond 1890

Louise Michel (Château de Vroncourt, Haute-Marne 29 mei 1830 - Marseille, 9 januari 1905) was een Frans anarchiste, 'communard' en publiciste.

## Leven
Michel werd geboren als buitenechtelijke dochter van de zoon van de kasteelheer van Vroncourt Dehamis en een dienster. Ze werd opgevoed door de ouders van haar vader en werd in staat gesteld een opleiding tot onderwijzeres te volgen.
Tijdens haar studie kwam Michel in aanraking met het sociaal-anarchistisch en anti-Bonapartistisch gedachtegoed en werd ze lid van een vrijmetselaars-groepering. Toen ze begon met lesgeven aan vrije scholen in Parijs propageerde ze ook voortdurend haar revolutionaire ideeën tegenover haar leerlingen en met name haar atheïstische denkbeelden brachten haar regelmatig in een lastig parket.
Toen in 1870, tijdens de Frans-Duitse Oorlog, Parijs door de Duitsers werd belegerd, kwam Michel aan het hoofd te staan van een van de door de arbeidersbonden in het leven geroepen ‘Comités van waakzaamheid’ en hielp ze de stad verdedigen. Toen de bevolking uit onvrede met een door de voorlopige Republikeinse regering gesloten vredesverdrag met de Duitsers in maart 1871 de Commune van Parijs uitriep sloot ze zich direct bij hen aan en trad ze toe tot de nationale garde van burgers. Michel was overal tijdens de commune: ze stond samen met de andere communards boven op de barricades bij Montmartre, voerde demonstraties aan, verzorgde gewonden en propageerde haar anarchistische gedachtegoed. Ze bood aan regeringsleider Adolphe Thiers te doden en stelde zelfs voor Parijs te vernietigen als wraak voor de vernederende vredesvoorwaarden. Door de Parijse bevolking werd ze wel ‘de rode maagd van Montmartre’ genoemd.
Nadat de Parijse Commune op 28 mei 1871 was neergeslagen werd Michel publiekelijk gearresteerd, berecht en veroordeeld voor haar aandeel in de opstand. Ze werd gedeporteerd naar het strafeiland Nieuw-Caledonië, waar ze haar activistische activiteiten vervolgens gewoon weer voortzette onder de inheemse bevolking. In 1880 kreeg ze amnestie en keerde naar Frankrijk terug. Ook daar zette ze haar activisme voort, hield overal in het land lezingen (in 1888 werd ze tijdens een toespraak door een kogel geraakt aan haar oor) en publiceerde tal van artikelen en pamfletten met haar anarchistische ideeën. Michel verbleef van 1892 tot 1895 in Londen, werd steeds meer een vooraanstaande figuur in internationaal anarchistische kringen, gewaardeerd ook om haar theoretische geschriften en raakte bevriend met onder meer Peter Kropotkin en Jan Antoon Fortuyn.
Michel schreef op latere leeftijd ook gedichten en haar veelgeprezen, nog altijd lezenswaardige memoires. Ze overleed op 74-jarige leeftijd aan een longontsteking.

## Trivia
- Michel is nooit getrouwd geweest maar koesterde wel een grote doch onbeantwoorde liefde voor de na de Parijse commune geëxecuteerde revolutionair Théophile Ferré (1846-1871). Ze verscheen op haar proces, kort na diens executie, in een zwarte rouwsluier.
- In de Parijs gemeente Levallois-Perret werd het metrostation aan lijn 3 in 1946 omgedoopt in het Louise Michel Metrostation.

## Publicaties
- À travers la vie, Parijs, 1894.

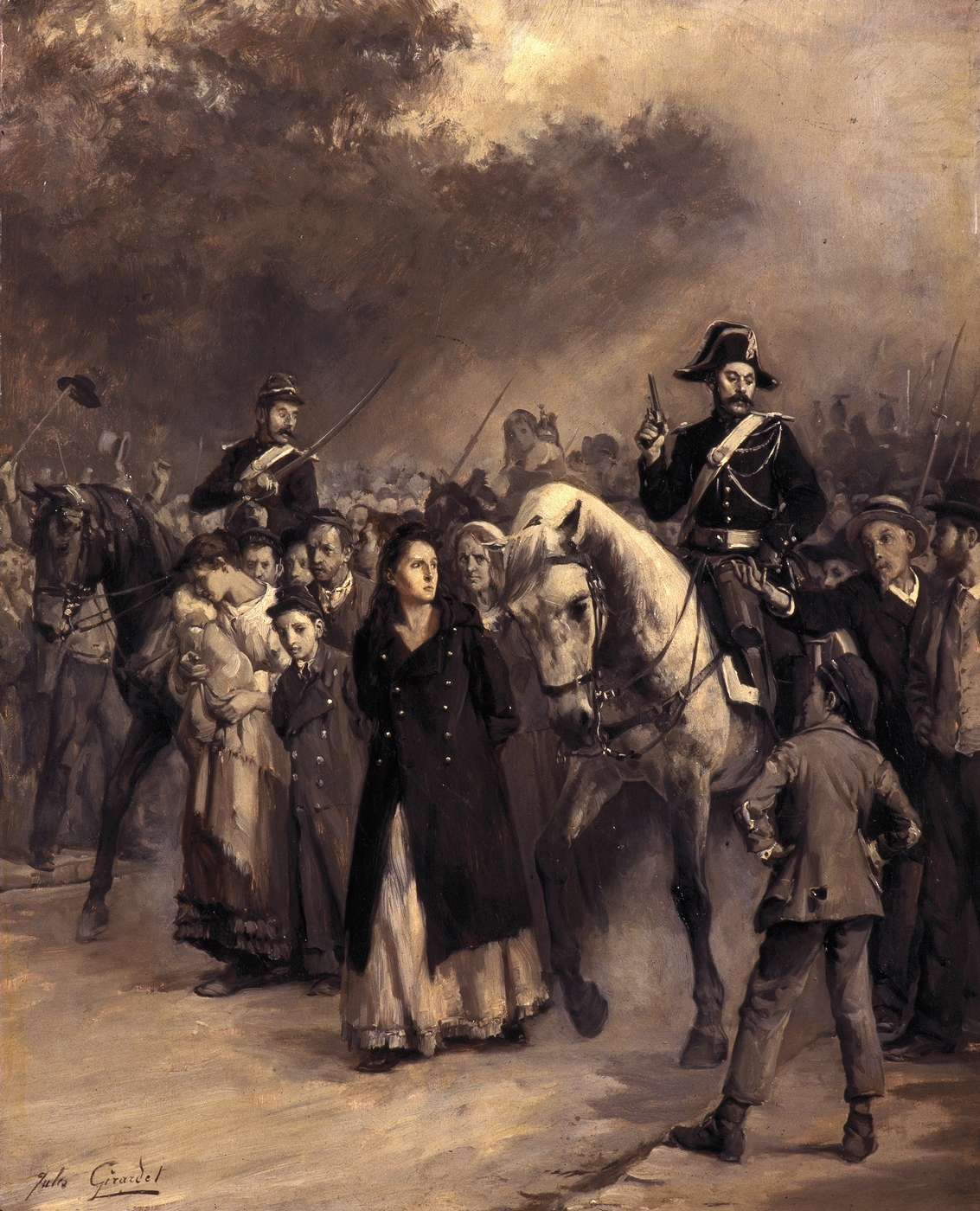
Arrestatie Louise Michel na de Parijse Commune, mei 1871

- Le Bâtard impérial, met J. Winter, Parijs, 1883.
- Le claque-dents, Parijs, 1890.
- La Commune, Parijs, 1898.
- Contes et légendes, Parijs, 1884.
- Les Crimes de l'époque, nouvelles inédites, Parijs, 1888.
- Défense de Louise Michel, Bordeaux, 1883.
- L'Ère nouvelle, pensée dernière, souvenirs de Calédonie, Parijs, 1887
- La Fille du peuple met A. Grippa, Parijs (1883) gedichten,
- Le Gars Yvon, légende bretonne, Parijs, 1882.
- Lectures encyclopédiques par cycles attractifs, Parijs, 1888.
- Ligue internationale des femmes révolutionnaires, Appel à une réunion. Signed "Louise Michel", Parijs, 1882.
- Le livre du jour de l'an : historiettes, contes et légendes pour les enfants, Parijs, 1872.
- Lueurs dans l'ombre. Plus d'idiots, plus de fous. L'âme intelligente. L'idée libre. L'esprit lucide de la terre à Dieu... Parijs, 1861.
- Manifeste et proclamation de Louise Michel aux citoyennes de Paris, Parijs, 1883.
- Mémoires, Parijs, 1886, t. 1.
- Les Méprises, grand roman de mœurs parisiennes, met Jean Guêtré, Parijs, 1882.
- Les Microbes humains, Parijs, 1886.
- La Misère met Jean Guêtré, Parijs, 1882.
- Le Monde nouveau, Parijs, 1888

Postuum: : 
- Vol. I. Avant la Commune. Alfortville, 1905.
- Les Paysans met Émile Gautier, Parijs.
- Prise de possession, Saint-Denis, 1890.
- Le Rêve (in a work by Constant Martin), Parijs, 1898.
- Légendes et chants de gestes canaques. Présentation., 1988.
- Je vous écris de ma nuit, correspondance générale, 1850-1904, Parijs, 1999.